# Цукерблат, Борис Самойлович
Борис Самойлович Цукерблат (род. 24 июля 1939, Проскуров, Украинская ССР) — советский, молдавский и израильский физик, химик, доктор физико-математических наук (1975), профессор (1987), член-корреспондент Академии наук Республики Молдова (1995), лауреат Государственной премии Молдовы.

## Биография
Борис Цукерблат родился в 1939 году в Проскурове. Отец — участник Великой Отечественной войны Шмуль Беркович Цукерблат (1905—?), капитан, служил в частях противохимической защиты, награждён орденом Красной звезды (1945), медалями. После демобилизации отца в 1946 году семья поселилась в Кишинёве.
Окончил физико-математический факультет Кишинёвского государственного университета (1961) и аспирантуру под руководством профессора Ю. Е. Перлина (1964), работал в лаборатории неорганической химии АН МССР (заведующий академик А. В. Аблов). Кандидатскую диссертацию защитил в 1967 году в Казанском государственном университете, докторскую диссертацию — в 1975 году в Тартуском университете. Был профессором на физико-математическом факультете Государственного университета Молдовы и одновременно руководил группой исследования молекулярного магнетизма в Институте химии Академии наук Молдавии. С 2002 года — профессор химического факультета Университета имени Бен-Гуриона в Негеве (Беэр-Шева).
В середине 1960-х годов Ю. Е. Перлин и Б. С. Цукерблат сформулировали и решили проблему многофонных переходов в примесных центрах с примесями малого радиуса. Основные научные интересы Б. С. Цукерблата — в области эффекта Яна-Теллера и вибронных взаимодействий в молекулах и кристаллах, безызлучательных переходов, магнитных взаимодействий в металлических кластерах, теории групп и неприводимых тензорных операторов. Статья «High-Nuclearity Magnetic Clusters: Generalized Spin Hamiltonian and Its Use for the Calculation of the Energy Levels, Bulk Magnetic Properties, and Inelastic Neutron Scattering Spectra», опубликованная в журнале Inorganic Chemistry, была включена в список самых цитируемых научных статей (1 % самых цитируемых научных работ) согласно Thomson Scientific (ISI) Essential Science Indicators. Б. Цукерблат в сотрудничестве с исследовательскими группами из Университета Билефельда (Германия) и лаборатории Нееля (Франция) обнаружили и объяснили долгоживущие квантовые осцилляции (осцилляции Раби) в молекулярном магните V15.

## Семья
Жена — Клара Леонидовна Жигня (урождённая Бербер), доктор исторических наук, в 1992—2002 годах ведущий научный сотрудник Отдела истории и культуры евреев Молдовы (иудаики) Института национальных меньшинств АН Республики Молдова, автор работ по современной истории стран Балканского региона, Кишинёвским погромам 1903 и 1905 годов, монографий «Подготовка и заключение мирных договоров с Болгарией, Венгрией и Румынией после Второй мировой войны» (Кишинёв, 1981) и «Империалистическая политика США и Великобритании в отношении Болгарии и Румынии: 1944—1974 гг.» (Кишинёв, 1987).

## Монографии
- Эффекты электронно-колебательного взаимодействия в оптических спектрах примесных парамагнитных ионов (с Ю. Е. Перлиным). Институт химии АН Молдавской ССР. Штиинца: Кишинёв, 1974.
- Магнетохимия и радиоспектроскопия обменных кластеров (с М. И. Белинским). Штиинца: Кишинёв, 1983.
- Group Theory in Chemistry and Spectroscopy. A simple guide to advanced usage. Academic Press: Лондон, 1994 и Dover: Минеола (Нью-Йорк), 2006.
- Академик И. Б. Берсукер: заметки о жизни и творчестве (с К. Жигней и Ю. Систер). Русские евреи в Америке (серия «Русское еврейство в Зарубежье», т. 7). Иерусалим—Торонто, 2005.

## Публикации в сети
- Обнаружение взаимодействия Дзялошинского в трёхъядерных кластерах меди (II)
- Гибридные электронно-ядерные состояния в обменных кластерах
- Цукерблат, Борис Самойлович на  математическом портале  Math-Net.Ru